# Duma Boko
Duma Gideon Boko, né le 31 décembre 1969 à Mahalapye, est avocat, juriste et un homme d'État botswanais, président de la république du Botswana depuis le 1er novembre 2024. Il est chef de l'opposition à l'Assemblée nationale de 2014 à 2019. Il remporte les élections générales botswanaises de 2024 et devient le premier membre de l'opposition élu président depuis l'indépendance du pays en 1966.

## Biographie
Duma Boko est né à Mahalapye, un village situé à 200 kilomètres au nord de la capitale Gaborone. Après un diplôme de l'université du Botswana en 1993, il est diplômé de la faculté de droit de Harvard en 1995,.
Duma Boko adhère au Front national du Botswana à l'âge de 21 ans. Il prend la direction de ce parti en 2010 et le fait intègrer la Coalition pour un changement démocratique. Duma Boko est candidat, sans succès, aux élections présidentielles du Botswana de 2014 et 2019.
Pour sa troisième candidature, Duma Boko et la Coalition pour un changement démocratique remportent les élections générales botswanaises de 2024, provoquant la première alternance politique de l'histoire du pays. Il est élu président de la république du Botswana et succède à Mokgweetsi Masisi, qui reconnaît sa défaite, candidat du Parti démocratique du Botswana (BDP), parti dirigeant le pays depuis son indépendance du Royaume-Uni en 1966. Duma Boko est ensuite proclamé élu président dans la foulée par le président de la Cour suprême. Le 1er novembre 2024, il est investi chef de l'État, devenant le premier président à ne pas être issue du BDP et le premier né après l'indépendance,.